# Tanjuang Balik
Tanjuang Balik is een bestuurslaag in het regentschap Lima Puluh Kota van de provincie West-Sumatra, Indonesië. Tanjuang Balik telt 2062 inwoners (volkstelling 2010).